# Avro 618 Ten
Авро 618 Тен (Авро Х) (англ. Avro 618 Ten (Avro X)) — трёхмоторный пассажирский самолёт, производившийся в 1930-е годы британской авиастроительной компанией Авро Эйркрафт. Являлся лицензионной копией самолёта Fokker F.VIIB/3m голландской компании Фоккер.

## История
В 1928 году несколько ключевых сотрудников фирмы A. V. Roe & Co. Ltd находились с визитом в Амстердаме на фирме Nederlandsche Viegtuigenfabrik (Fokker), где изучали документацию и знакомились с производственными процессами. Результат этого визита стало подписание договора о приобретении лицензии на производство самолёта Fokker F.VIIB/3m.
В соответствии с договором самолёт мог продаваться на всей территории Британской империи, за исключением Канады. В версии самолёта, изготавливаемой фирмой Avro,  он получил обозначение Avro 618 Ten, так как был способен перевозить двух членов экипажа и восемь пассажиров.
Лицензионная версия Avro отличалась от самолёта Fokker только деталями в соответствии с правилами Великобритании. Для приведения самолёта к требованиям британской лётной годности был модифицирован центральный моторный узел. Сертифицированная версия самолёта была впервые показана на авиасалоне Olimpia Aero Show Лондоне в июле 1929 года.
Общий объём производства составил четырнадцать самолётов. В 1929 году пять самолётов были заказаны авиакомпанией Australian National Airways Ltd (A.N.A), и были введены в эксплуатацию с 1 января 1930 года. Австралийская авиакомпания планировала эксплуатировать самолёты ежедневно в течение шести часов на маршрутах Брисбен - Сидней и Сидней - Мельбурн.
Два самолёта этой австралийской компании были потеряны в результате авиакатастроф. Эти авиакатастрофы и экономические трудности вынудили авиакомпанию A.N. A. закрыться, а оставшиеся самолёты распродать. 
Два самолёта фирма Avro изготовила для авиакомпании Queensland Air Navigation базирующейся в Брисбене.
Передел рынка авиаперевозок и перестановки среди австралийских авиакомпаний привели к нескольким сменам владельцев самолётов Avro 618 Ten. Последний выживший самолёт в Австралии привлекался для эвакуации людей из Новой Гвинеи в 1941 году.
Кроме Австралии самолёты эксплуатировались британскими авиакомпаниями, а также в Индии, ВВС Египта и в Китае. На последнем серийном самолёте проводились испытания оборудования беспроводной связи. Окончательно Avro 618 Ten были списаны в 1946 году.

## Конструкция[1]
Avro 618 Ten -  трёхмоторный пассажирский транспортный самолет  классической схемы смешанной конструкции с неубираемым шасси. Лицензионная копия Fokker F.VIIB/3m, выпущенная компанией Avro.
Крыло - свободнонесущее, двухлонжеронное с толстым профилем, трапециевидное в плане. Каркас крыла - деревянные передний и задний лонжероны, фанерные нервюры. Обшивка фанера. На задней кромке крыла шарнирно установлены элероны большой площади.
Фюзеляж - квадратного сечения.  Силовой каркас фюзеляжа был выполнен в виде сварной фермы из стальных труб. Обшивка - фанера и полотно. В носовой части фюзеляжа расположен моторный отсек с обшивкой из листового алюминия. Алюминиевая обшивка применялась и в районе остекления кабины. Стекла триплекс. За моторным отсеком располагалась двухместная, закрытая пилотская кабина, под кабиной носовой багажный отсек. За кабиной пассажирский салон с двумя рядами по четыре кресла в каждом ряду  вместимостью 8 человек. В задней части фюзеляжа находился туалет и хвостовой багажный отсек. Ручная кладь размещалась в сетчатых полках над креслами. На потолке пассажирского салона был выполнен аварийный люк. Пассажирский салон обогревался горячим воздухом от двигателя.
Хвостовое оперение - однокилевое с подкосным стабилизатором. Стабилизатор регулируемый трапециевидный в плана с закругленными концами. Управление рулями высоты и направления тросовое. Проводка тросов внешняя, по левой стороне фюзеляжа.
Шасси -  неубирающееся двухопорное с хвостовым костылем. На каждой опоре по одному колесу.  Колеса снабжены тормозами. Опоры состоят из трех распорок: главная распорка телескопическая с масляно-воздушной амортизацией крепится к боковому двигателю, а две другие распорки к фюзеляжу.
Силовая установка - три 7-цилиндровых радиальных поршневых двигателя воздушного охлаждения Armstrong Siddeley Linx IVb (мощностью 3 х 215 л.с.) и Linx IVc (мощностью 3 х 240 л.с.). Центральный двигатель устанавливался на моторной раме в носовой части фюзеляжа, два боковых в мотогондолах, подвешенных к лонжеронам крыла снизу на подкосах. При этом несущие плоскости оставались аэродинамически чистыми.
Воздушные винты фиксированного шага двух или четырехлопастные. Два топливных бака размещались в центроплане и имели запас 720 литров. Топливо поступало в двигатель самотеком. Каждый из двигателей имел свой масляный бак - у переднего двигателя бак располагался в носовой части фюзеляжа, у боковых в мотогондолах.

## Модификации
Avro 619 Five - пятиместный гражданский транспортный самолет. Уменьшенная версия Avro 618 Ten. Первый полет в 1929 году. Построено четыре самолета.
Avro 624 Six - шестиместный гражданский транспортный самолет. Доработанная версия Avro 619 Five с размещением двух пилотов и четырех пассажиров. Первый полет в мае 1930 года. Построено три самолета.

## Потери самолётов
30 декабря 1933 года G-ABLU Apollo авиакомпании Imperial Airways потерпел катастрофу в Ройселеде, Бельгия, врезавшись в мачту радиоантенны. Погибли все 10 человек, находившиеся на борту.

## Тактико-технические характеристики
Источник данных: 

Технические характеристики
- Экипаж: 2
- Пассажировместимость: 8
- Длина: 14,48 м (47 футов 6 дюймов)
- Размах крыла: 21,72 м (71 фут 3 дюйма)
- Высота: 3,89 м (12 футов 9 дюймов)
- Площадь крыла: 71,7 м² (772 кв. футов)
- Масса пустого: 2 736 кг
- Максимальная взлётная масса: 4 808 кг
- Силовая установка: 3 × Armstrong Siddeley Lynx IVB или IVC
- Мощность двигателей: 3 × 240 л.с. (3 × 179 кВт)

Лётные характеристики
- Максимальная скорость: 185 км/ч
- Крейсерская скорость: 161 км/ч
- Практическая дальность: 644 км
- Практический потолок: 7 270 м